# Malarguesaurus florenciae
Il malarguesauro (Malarguesaurus florenciae) è un dinosauro erbivoro appartenente ai sauropodi. Visse all'inizio del Cretaceo superiore (Turoniano/Coniaciano, circa 90 milioni di anni fa) e i suoi resti fossili sono stati ritrovati in Argentina.

## Descrizione
Questo dinosauro, descritto per la prima volta nel 2008, è noto per uno scheletro postcranico incompleto, comprendenti vertebre caudali, ossa della coda (chevron), costole e alcune ossa delle zampe. L'aspetto generale doveva essere quello di un tipico sauropode, con collo e coda lunghi e un corpo voluminoso sorretto da arti colonnari; sulla base delle caratteristiche delle ossa, si ritiene che Malarguesaurus possedesse una struttura piuttosto massiccia se raffrontata con quella delle forme simili.

## Classificazione
Malarguesaurus appartiene ai titanosauri, un gruppo di sauropodi molto diffusi nel Cretaceo. Come molti appartenenti a questo gruppo, Malarguesaurus possedeva vertebre caudali con superfici articolari cave anteriormente, mentre quelle posteriori erano piatte. Grazie a questa e ad altre caratteristiche, si suppone che questo dinosauro fosse un membro molto primitivo del gruppo, forse simile a Phuwiangosaurus della Thailandia, vissuto alcuni milioni di anni prima. Un'altra forma simile è Ligabuesaurus, anch'esso proveniente dal Sudamerica.  Malarguesaurus proviene dalla formazione Portezuelo del gruppo Neuquén, ed è stato il secondo dinosauro sauropode scoperto nella provincia di Mendoza (il primo è stato Mendozasaurus neguyelap).